# Begonia biflora
Espèce
Begonia biflora est une espèce de plantes de la famille des Begoniaceae.
L'espèce fait partie de la section Coelocentrum.
Elle a été décrite en 1997 par Tsue Chih Ku.

## Répartition géographique
Cette espèce est originaire de Chine.